# La Rate (rivière)
La Rate est un cours d'eau de Basse-Terre en Guadeloupe.

## Géographie
Longue d'environ 2,3 km, la rivière La Rate prend sa source à 263 m d'altitude au morne Caféière. Son cours est régulier. Son embouchure est à la plage de Rifflet. 